# Tümenli
Tümenli ist ein Dorf (Köy) im Landkreis Karaisalı der türkischen Provinz Adana mit 299 Einwohnern (Stand: Ende 2024). Im Jahr 2011 hatte der Ort 357 Einwohner.